# Mühlingen
Mühlingen è un comune tedesco di 2 342 abitanti, situato nel land del Baden-Württemberg.